# ラトナ・ラージャ・ラクシュミー・デビー

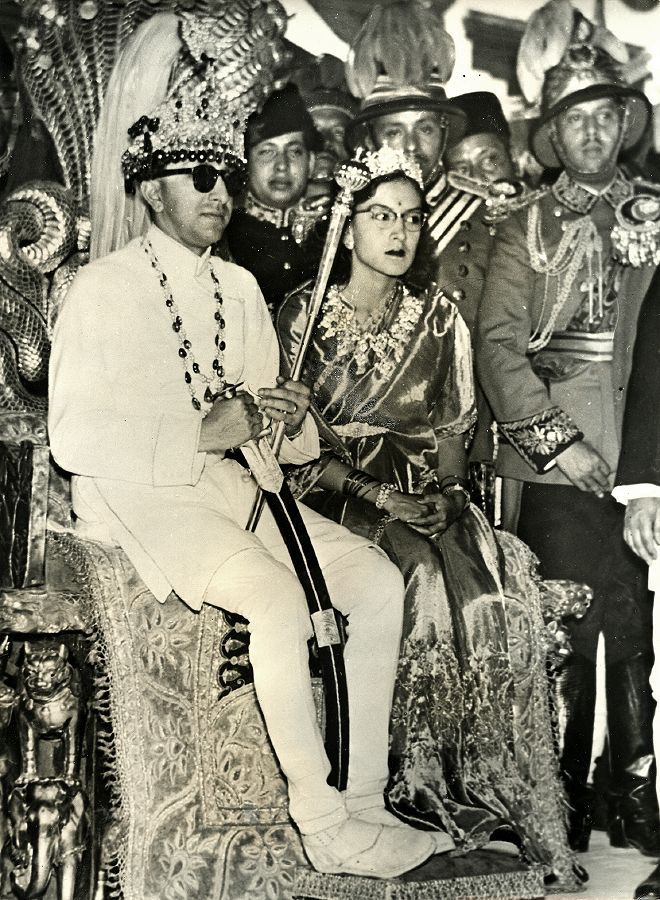
1956年5月2日、戴冠式におけるマヘンドラ王とラトナ王妃

ラトナ・ラージャ・ラクシュミー・デビー（ネパール語: रत्न राज्य लक्ष्मी देवी, ラテン文字転写: Ratna Rajya Lakshmi Devi、 1928年8月19日 - ）は、ネパール王国の第9代君主マヘンドラ・ビール・ビクラム・シャハの王妃。

## 生涯
1928年8月19日、ラナ家の一員ハリ・シャムシェル・ジャンガ・バハドゥル・ラナの娘として、生まれた。「ラトナ」は、サンスクリット語で宝石を意味する。
1952年12月10日、ネパール王太子マヘンドラ・ビール・ビクラム・シャハとナーガールジュンで結婚した。マヘンドラの最初の妻、姉のインドラが没した2年後のことである。1955年、マヘンドラの父トリブバン王が崩御したことに伴い、王妃となった。1972年、マヘンドラ王の崩御により、継子であるビレンドラが即位、王太后となった。
2001年6月1日の夜、ネパール王族殺害事件が起こった際、ラトナ王太后は義妹であるヘレン・シャハ（バスンダラ王子妃）と共に控室にいて、難を逃れた。二人の女性は銃声を聞いたが、それほど深刻に受け止めていなかった。数分後、パラス王子が部屋に来て、ディペンドラ王太子が王を含む全員に向けて銃を撃ったと伝えた。
ネパールの王制は、ネパール制憲議会により、2008年に廃止された 。ギャネンドラ元国王を初めとする王族がナラヤンヒティ王宮を去ったが、ラトナ王太后はそのまま宮殿内に住むことを許された。2016年の時点、ナラヤンヒティ王宮敷地内にあるマヘンドラ・マンジルに居住している。